# Кубок світу з біатлону 2003—2004
Кубок світу з біатлону сезону 2003/2004 років — серія міжнародних змагань з біатлону, що складається з 10 етапів. У залік кубка світу входили гонки чемпіонату світу, що пройшов в Оберхофі.

## Чоловіки

### Етапи кубку
| Дата               | Місце          | Гонка                            | Золото                                                                  | Срібло                                                                  | Бронза                                                             |
| 4—7 грудня 2003    | Контіолагті    | Спринт 10 км                     | Уле-Ейнар Б'єрндален                                                    | Галвар Ганеволл                                                         | Фроде Андресен                                                     |
| 4—7 грудня 2003    | Контіолагті    | Естафета 4 Х 7,5 км              | Німеччина Петер Зендель Свен Фішер Рікко Ґросс Франк Люк                | Франція Ферреол Каннар Венсан Дефран Жульєн Робер Рафаель Пуаре         | Швеція Карл Юган Бергман Якоб Боргессон Матіас Нільсон Б'єрн Феррі |
| 4—7 грудня 2003    | Контіолагті    | Гонка переслідування на 12,5 км  | Уле-Ейнар Б'єрндален                                                    | Рафаель Пуаре                                                           | Сергій Рожков                                                      |
| 11—14 грудня 2003  | Гохфільцен     | Спринт 10 км                     | Ларс Бергер                                                             | Володимир Драчов                                                        | Галвар Ганеволл                                                    |
| 11—14 грудня 2003  | Гохфільцен     | Естафета 4 Х 7,5 км              | Норвегія Стіан Екгофф Ларс Бергер Галвар Ганеволл Уле-Ейнар Б'єрндален  | Білорусь Олександр Симан Володимир Драчов Рустам Валіулін Олег Риженков | Франція Ферреол Каннар Венсан Дефран Жульєн Робер Рафаель Пуаре    |
| 11—14 грудня 2003  | Гохфільцен     | Гонка переслідування на 12,5 км  | Уле-Ейнар Б'єрндален                                                    | Володимир Драчов                                                        | Стіан Екгофф                                                       |
| 18—21 грудня 2003  | Брезно-Осрбліє | Індивідуальна гонка на 20 км     | Рафаель Пуаре                                                           | Рікко Ґросс                                                             | Петер Зендель                                                      |
| 18—21 грудня 2003  | Брезно-Осрбліє | Спринт 10 км                     | Сергій Рожков                                                           | Людвиг Гредлер                                                          | Сергій Чепіков                                                     |
| 18—21 грудня 2003  | Брезно-Осрбліє | Гонка переслідування на 12,5 км  | Рафаель Пуаре                                                           | Петер Зендель                                                           | Павол Гурайт                                                       |
| 07—11 січня 2004   | Поклюка        | Спринт 10 км                     | Рафаель Пуаре                                                           | Уле-Ейнар Б'єрндален                                                    | Володимир Драчов                                                   |
| 07—11 січня 2004   | Поклюка        | Гонка переслідування на 12,5 км  | Уле-Ейнар Б'єрндален                                                    | Микола Круглов                                                          | Сергій Чепиков                                                     |
| 07—11 січня 2004   | Поклюка        | Гонка з масовим стартом на 15 км | Галвар Ганеволл                                                         | Уле-Ейнар Б'єрндален                                                    | Міхаель Грайс                                                      |
| 14—18 січня 2004   | Рупольдинг     | Естафета 4 Х 7,5 км              | Білорусь Олександр Симан Володимир Драчов Рустам Валіулін Олег Риженков | Норвегія Егіль Єлланн Ларс Бергер Фроде Андресен Галвар Ганеволл        | Росія Філіп Шульман Сергій Коновалов Сергій Рожков Сергій Чепіков  |
| 14—18 січня 2004   | Рупольдинг     | Спринт 10 км                     | Галвар Ганеволл                                                         | Уле-Ейнар Б'єрндален                                                    | Ларс Бергер                                                        |
| 14—18 січня 2004   | Рупольдинг     | Гонка переслідування на 12,5 км  | Уле-Ейнар Б'єрндален                                                    | Ларс Бергер                                                             | Галвар Ганеволл                                                    |
| 21—25 січня 2004   | Антхольц       | Індивідуальна гонка на 20 км     | Свен Фішер                                                              | Рафаель Пуаре                                                           | Рікко Ґросс                                                        |
| 21—25 січня 2004   | Антхольц       | Спринт 10 км                     | Сергій Чепіков                                                          | Янеш Марич                                                              | Рікко Ґросс                                                        |
| 21—25 січня 2004   | Антхольц       | Гонка з масовим стартом на 15 км | Рафаель Пуаре                                                           | Уле-Ейнар Б'єрндален                                                    | Рікко Ґросс                                                        |
| 7—15 лютого 2004   | Обергоф (ЧС)   | Спринт 10 км                     | Рафаель Пуаре                                                           | Рікко Ґросс                                                             | Уле-Ейнар Б'єрндален                                               |
| 7—15 лютого 2004   | Обергоф (ЧС)   | Гонка переслідування на 12,5 км  | Рікко Ґросс                                                             | Рафаель Пуаре                                                           | Уле-Ейнар Б'єрндален                                               |
| 7—15 лютого 2004   | Обергоф (ЧС)   | Індивідуальна гонка на 20 км     | Рафаель Пуаре                                                           | Томаш Сікора                                                            | Уле-Ейнар Б'єрндален                                               |
| 7—15 лютого 2004   | Обергоф (ЧС)   | Естафета 4 Х 7,5 км              | Німеччина Франк Люк Рікко Ґросс Свен Фішер Міхаель Грайс                | Норвегія Галвар Ганеволл Ларс Бергер Егіль Єлланн Уле-Ейнар Б'єрндален  | Франція Ферреол Каннар Венсан Дефран Жульєн Робер Рафаель Пуаре    |
| 7—15 лютого 2004   | Обергоф (ЧС)   | Гонка з масовим стартом на 15 км | Рафаель Пуаре                                                           | Ларс Бергер                                                             | Сергій Коновалов                                                   |
| 27—29 лютого 2004  | Лейк-Плесід    | Спринт 10 км                     | Ларс Бергер                                                             | Рафаель Пуаре                                                           | Янеш Марич                                                         |
| 27—29 лютого 2004  | Лейк-Плесід    | Гонка переслідування на 12,5 км  | Рафаель Пуаре                                                           | Микола Круглов                                                          | Рікко Ґросс                                                        |
| 3—6 березня 2004   | Форт-Кент      | Спринт 10 км                     | Рафаель Пуаре                                                           | Міхаель Грайс                                                           | Павол Гурайт                                                       |
| 3—6 березня 2004   | Форт-Кент      | Гонка переслідування на 12,5 км  | Рафаель Пуаре                                                           | Карл Юган Бергман                                                       | Микола Круглов                                                     |
| 3—6 березня 2004   | Форт-Кент      | Гонка з масовим стартом на 15 км | Свен Фішер                                                              | Уле-Ейнар Б'єрндален                                                    | Сергій Рожков                                                      |
| 11—14 березня 2004 | Голменколлен   | Спринт 10 км                     | Ларс Бергер                                                             | Фроде Андресен                                                          | Томаш Сікора                                                       |
| 11—14 березня 2004 | Голменколлен   | Гонка переслідування на 12,5 км  | Рафаель Пуаре                                                           | Томаш Сікора                                                            | Володимир Драчов                                                   |
| 11—14 березня 2004 | Голменколлен   | Гонка з масовим стартом на 15 км | Рафаель Пуаре                                                           | Ферреол Каннар                                                          | Уле-Ейнар Б'єрндален                                               |

### Малий кубок світу
| Місце | Спортсмен            | Очки |
| ----- | -------------------- | ---- |
| 1     | Рафаель Пуаре        | 146  |
| 2     | Рікко Ґросс          | 128  |
| 3     | Томаш Сікора         | 114  |
| 4     | Свен Фішер           | 84   |
| 5     | Петер Зендель        | 77   |
| 6     | Уле-Ейнар Б'єрндален | 75   |
| 7     | Сергій Коновалов     | 59   |
| 8     | Карл Юган Бергман    | 58   |
| 9     | Сергій Чепіков       | 52   |
| 10    | Жульєн Робер         | 52   |

| Місце | Спортсмен            | Очки |
| ----- | -------------------- | ---- |
| 1     | Рафаель Пуаре        | 358  |
| 2     | Уле-Ейнар Б'єрндален | 341  |
| 3     | Ларс Бергер          | 268  |
| 4     | Галвар Ганеволл      | 260  |
| 5     | Рікко Ґросс          | 255  |
| 6     | Фроде Андресен       | 241  |
| 7     | Сергій Рожков        | 215  |
| 8     | Стіан Екгофф         | 204  |
| 9     | Володимир Драчов     | 192  |
| 10    | Егіль Єлланн         | 182  |

| Місце | Спортсмен            | Очки |
| ----- | -------------------- | ---- |
| 1     | Рафаель Пуаре        | 331  |
| 2     | Уле-Ейнар Б'єрндален | 315  |
| 3     | Рікко Ґросс          | 277  |
| 4     | Галвар Ганеволл      | 254  |
| 5     | Стіан Екгофф         | 219  |
| 6     | Фроде Андресен       | 218  |
| 7     | Сергій Рожков        | 203  |
| 8     | Ларс Бергер          | 201  |
| 9     | Томаш Сікора         | 186  |
| 10    | Свен Фішер           | 182  |

| Місце | Спортсмен            | Очки |
| ----- | -------------------- | ---- |
| 1     | Рафаель Пуаре        | 140  |
| 1     | Уле-Ейнар Б'єрндален | 138  |
| 3     | Галвар Ганеволл      | 121  |
| 4     | Свен Фішер           | 106  |
| 5     | Рікко Ґросс          | 103  |
| 6     | Сергій Рожков        | 93   |
| 7     | Володимир Драчов     | 92   |
| 8     | Томаш Сікора         | 90   |
| 9     | Сергій Коновалов     | 87   |
| 10    | Сергій Чепіков       | 81   |

| Місце | Спортсмен | Очки |
| ----- | --------- | ---- |
| 1     | Норвегія  | 176  |
| 2     | Німеччина | 174  |
| 3     | Франція   | 172  |
| 4     | Росія     | 160  |
| 5     | Білорусь  | 156  |
| 6     | Швеція    | 143  |
| 7     | Австрія   | 112  |
| 8     | Україна   | 99   |
| 9     | Фінляндія | 91   |
| 10    | Польща    | 89   |

| Місце | Спортсмен | Очки |
| ----- | --------- | ---- |
| 1     | Норвегія  | 4434 |
| 2     | Німеччина | 4287 |
| 3     | Росія     | 4185 |
| 4     | Франція   | 4097 |
| 5     | Білорусь  | 3817 |
| 6     | Австрія   | 3686 |
| 7     | Словенія  | 3293 |
| 8     | Швеція    | 3169 |
| 9     | Чехія     | 3077 |
| 10    | Україна   | 3015 |